# Идлес
Идлес (араб. أدلس‎) — небольшой город и коммуна в юго-восточной части Алжира, в вилайете Таманрассет. Входит в состав округа Тазрук.

## Географическое положение

Коммуна Идлес

Город находится на юго-востоке центральной части вилайета, в пределах центральной Сахары, в национальном парке Ахаггар, на расстоянии приблизительно 1450 километров к юго-юго-востоку (SSE) от столицы страны Алжира. Абсолютная высота — 1391 метр над уровнем моря. 

Коммуна Идлес граничит с коммунами Фоггарет-эз-Зуа, Ин-Амгель, Таманрассет, Тазрук, а также с территорией вилайета Иллизи. Её площадь составляет 54 125 км².

## Климат
Климат города характеризуется как аридный жаркий (BWh в классификации климатов Кёппена). Осадки в течение года практически отсутствуют (среднегодовое количество — 38 мм). Средняя годовая температура составляет 21,1 °C. Средняя температура самого холодного месяца (января) составляет 10,8 °С, самого жаркого месяца (июля) — 29,2 °С..

## Население
По данным официальной переписи 2008 года численность населения коммуны составляла 4945 человек. Доля мужского населения составляла 51,4 %, женского — соответственно 48,6 %. Уровень грамотности населения составлял 65,1 %. Уровень грамотности среди мужчин составлял 79,9 %, среди женщин — 48,4 %. 1,7 % жителей Идлеса имели высшее образование, 10,6 % — среднее образование.